# Tupeia
Tupeia is een geslacht uit de familie Loranthaceae. Het geslacht telt een soort die voorkomt in Nieuw-Zeeland.

## Soorten
- Tupeia antarctica (G.Forst.) Cham. & Schltdl.